# تومازو گروسی
تومازو گروسی (ایتالیایی: Tommaso Grossi؛  ‏ تلفظ ایتالیایی: [tomˈmaːzo]؛ ‏ ۲۳ ژانویهٔ ۱۷۹۰ – ۱۰ دسامبر ۱۸۵۳) نویسنده، شاعر اهل ایتالیا بود.
از فیلم‌هایی که وی در آن‌ها نقش داشته است، می‌توان به مارکو ویسکونتی اشاره نمود.

## زندگی‌نامه
گروسی در بلانو در دریاچه کومو به دنیا آمد . و در سال ۱۸۱۰ در رشته حقوق از دانشگاه پاویا فارغ التحصیل شد.